# Весёлкина, Ольга Михайловна
О́льга Миха́йловна Весёлкина (9 августа 1873 — 31 декабря 1949) — последняя начальница Александровского женского института (1909—1918 годы), в советское время — основательница и руководитель кафедры иностранных языков УГТУ-УПИ.

## Ранние годы
Родилась в семье тайного советника М. М. Весёлкина. Со стороны матери доводилась родственницей (троюродной племянницей) П. А. Столыпину; упоминается в его переписке. Доводилась также родственницей (троюродной племянницей) М. Ю. Лермонтову.
В 1890 году окончила с серебряной медалью Московское училище ордена Святой Екатерины.
Веселкина также окончила историко-филологические курсы профессора Герье, училась в Сорбонне, стажировалась по педагогике в университетах Германии и Швейцарии.

## Служба в Российской империи
В 1909 году Ольга Веселкина стала преемницей матери на посту начальницы Александровского женского института и занимала эту должность до его роспуска в 1918 году.
Была председательницей Совета саратовского отделения Попечительства императрицы Марии Александровны о слепых, попечительницей Саратовского училища слепых детей.
В 1911—1917 годах Веселкина была председательницей комитета и попечительницей Иверской общины сестер милосердия в Москве. В качестве сестры милосердия была вызвана к смертельно раненому П. А. Столыпину в Киев и находилась при нем до его кончины.

## Советский период
После Октябрьской революции продолжала некоторое время жить в Москве (в коммунальной квартире в Афанасьевском переулке), в 1918—1920 гг. работала в Румянцевском музее в должности помощника заведующего техническим отделом библиотеки. В начальный период НЭПа решением коллегии ОГПУ была сослана в Свердловск на три года, но затем осталась там жить добровольно.
С 1929 года — главный библиотекарь фундаментальной библиотеки Уральского индустриального института. Создала и возглавила областные курсы иностранных языков по подготовке технических переводчиков.
С 1930 года — основатель и руководитель кафедры иностранных языков этого же университета. Была председателем Свердловского областного объединения преподавателей иностранных языков вплоть до самой смерти. Согласно довоенному телефонному справочнику (вышедшему в начале 1941 года) абонент О. М. Веселкина проживала в 1-м профессорском корпусе Втузгородка.
Скончалась 31 декабря 1949 года. Похоронена на Михайловском кладбище Екатеринбурга.

## Семья
Отец тайный советник Михаил Михайлович Весёлкин, служил губернатором. Мать Мелитина (Матильда) Валериановна Весёлкина (урождённая Столыпина), троюродная сестра одновременно М. Ю. Лермонтова и П. А. Столыпина, начальница Александровского женского института благородных девиц до 1909 года.
Брат Михаил Весёлкин, контр-адмирал Свиты Его императорского величества, с 1908 года — флигель-адъютант Николая II, в 1916—1917 годах комендант Севастопольской крепости.

## Факты
- Иногда Ольгу Весёлкину в СМИ называют фрейлиной императрицы Александры Федоровны[12]. Историки Н. Б. Неуймин и О. Н. Потёмкина выяснили, что Ольга Весёлкина фрейлиной не была[12]
- По легенде[16], О. М. Весёлкина преподавала в Свердловске немецкий язык будущему разведчику Николаю Кузнецову. Достоверность этой легенды рядом исследователей поставлена под сомнение[17].
- Художник М. В. Нестеров задумал в 1931 г. написать портрет О. М. Весёлкиной, когда та отдыхала в Мураново — музее-усадьбе Ф. И. Тютчева. Однако из этого ничего не вышло по причинам, которые сам М. В. Нестеров описывал в письме своему другу С. Н. Дурылину так:

Что сказать вам о себе? Живу, доживая свой век, иногда работаю, но мало. И что особенно досадно — то, что портрет, задуманный мной на это лето, не написался: модель, Ольга Михайловна Весёлкина, в Муранове проболела больше месяца и вчера уехала на место службы.
- Об О. М. Весёлкиной содержится упоминание (с многими биографическими искажениями) в книге-воспоминании М. И. Зеликина «История вечнозелёной жизни»:

Запомнился рассказ Николая Николаевича о дочери адмирала Весёлкина , которая была фрейлиной императрицы и настоятельницей Смольного института благородных девиц. Сразу же после революции она, от греха подальше, уехала в Екатеринбург, где её, как ни странно, не тронули. Более того, партийное начальство относилось к ней с пиететом, и она заведовала кафедрой немецкого языка в Уральском политехническом институте. В её поведении явно чувствовалась закваска дамы-наставницы. Например, она могла неожиданно прервать собственную лекцию замечанием: «Молодой человек в третьем ряду, не соблаговолите ли перестать колупаться пальцем в носу!». Когда она шла на лекцию, а женщина она была видная и дородная, её сопровождал эскорт ассистентов, которые усаживались на заднем ряду и записывали её лекции.

## Награды
- Орден Трудового Красного Знамени (1944) — «…За выдающийся вклад в дело подготовки специалистов для народного хозяйства»[24];
- Медаль «За доблестный труд в Великой Отечественной войне 1941—1945 гг.»[12]